# Lombok
Lombok er en indonesisk ø i økæden de små Sundaøer. Den er adskilt fra Bali mod vest af Lombokstrædet, og fra Sumbawa mod øst af Alasstrædet. Den er næsten cirkulær med en diameter på ca. 70 km og et samlet areal på 4.725 km². Øens administrative hovedstad og vigtigste by er Mataram. I 1990 var der 2.403.025 indbyggere på øen. Øen præges af den store vulkan Rinjani som er 3.726 m høj og den er dermed den tredjehøjeste i Indonesien.

8°33′54″S 116°21′04″Ø / 8.565°S 116.351°Ø
- Wikimedia Commons har flere filer relateret til Lombok